# Metropolis Symphony
Metropolis Symphony for Orchestra (1988-93) est une symphonie en cinq mouvements du compositeur américain Michael Daugherty inspirée des bandes dessinées comics Superman. La pièce entière a été créée sur une période de cinq ans, avec des commandes distinctes pour chaque mouvement. Chacun d'entre eux peut être interprété séparément, mais la symphonie de 41 minutes est habituellement jouée dans son intégralité.

## Orchestration

### Premier mouvement
Lex (1991)
Durée : 9 minutes
Commande de l'Orchestre Symphonique de Baltimore, David Zinman, Directeur Musical
Instrumentation : piccolo, 2 flûtes, 2 hautbois, cor anglais, 2 clarinettes, clarinette basse, 2 bassons, contrebasson, 4 cors, 4 trompettes, 3 trombones, tuba, timbales, cordes.

### Second mouvement
Krypton (1993)
Durée : 7 minutes
Commande de l'Orchestre symphonique du New Jersey, Leighton Smith, chef d'orchestre.
Instrumentation : piccolo, 2 flûtes, 3 hautbois, clarinette en mi bémol, clarinette, clarinette basse, 2 bassons, contrebasson ; 4 cors, 4 trompettes, 3 trombones, tuba, 4 percussions, piano, cordes.

### Troisième mouvement
MXYZPTLK (1988)
Durée : 7 minutes
Commande de la Cleveland Chamber Symphony, Edwin London, directeur musical.
Instrumentation : 2 flûtes solo, 2 hautbois, 2 clarinettes, 2 bassons, 2 cors, 2 trompettes, trombone, 1 ou 2 percussions, synthétiseur, cordes.

### Quatrième mouvement
Oh, Lois ! (1989)
Durée : 5 minutes
Commande de la Cleveland Chamber Symphony, Edwin London, directeur musical.
Instrumentation : 2 flûtes, 2 hautbois, 2 clarinettes, 2 bassons ; 4 cors, 3 trompettes, 3 trombones ; timbales, 2 percussions ; synthétiseur ; cordes.

### Cinquième mouvement
Red Cape Tango (1993)
Durée : 13 minutes
Commande de l'Orchestre symphonique d'Albany, David Allan Miller, directeur musical.
Instrumentation : piccolo, 2 flûtes, 2 hautbois, cor anglais, 2 clarinettes, clarinette basse, 2 bassons, contrebasson ; 4 cors, 4 trompettes, 3 trombones, tuba, timbales, 4 percussions, piano, cordes.

## Performances et discographie
Elle est créée par l'Orchestre symphonique de Baltimore, sous la direction de David Zinman, en janvier 1994, au Meyerhoff Concert Hall de Baltimore, dans le Maryland. Elle est enregistrée (avec la pièce Bizarro) par ce même ensemble et la même direction en 1996 chez London/Decca Argo (452-103-2).
Un nouvel enregistrement (avec la pièce Deus ex Machina) dirigé par Giancarlo Guerrero et interprété par le Nashville Symphony Orchestra a été nommé dans cinq catégories aux Grammy Awards de 2011. Il gagne dans les catégories meilleure performance orchestrale. Chez Naxos American Classics (8.559635).